# Ак-Куль (деревня)
Ак-Ку́ль (тат. Аккүл) — деревня в Буинском районе Республики Татарстан Российской Федерации. Входит в состав Киятского сельского поселения.

## География
Деревня находится в 1 километре от реки Свияга, 9 километрах к юго-востоку от города Буинск.

## История
Деревня основана в 1920-х годах переселенцами из деревни Нижний Наратбаш. Входила в Буинский кантон ТАССР. С 10 августа 1930 года в Буинском районе.

## Население
| 1938 | 1949 | 1958 | 1970 | 1979 | 1989 | 2000     |
| ---- | ---- | ---- | ---- | ---- | ---- | -------- |
| 127  | 128  | 116  | 110  | 60   | 17   | менее 10 |

## Люди, связанные с Аль-Куль
- Галимов, Фиркат Гарифович - советский татарский врач-стоматолог, организатор здравоохранения, отличник здравоохранения СССР (1974), Заслуженный врач Республики Татарстан (1994), Почётный ветеран здравоохранения Республики Татарстан (2014)[2].